# Scribus
Scribus ist ein freies Desktop-Publishing-Programm für Linux-, Unix-, macOS-, OS/2-, Haiku- und Windows-Systeme, das unter der GNU General Public License lizenziert ist.

## Funktionsumfang

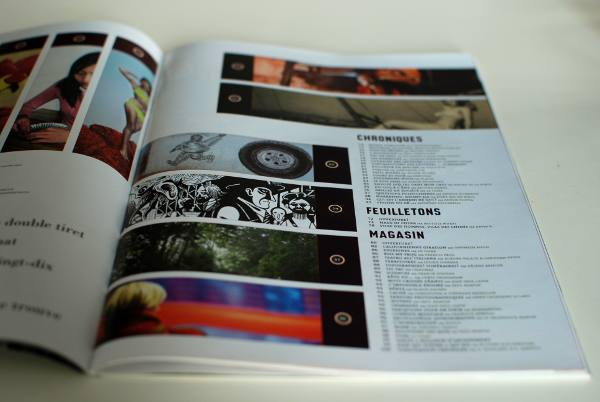
Die französische Zeitschrift Le Tigre wurde mit Scribus gesetzt.

Scribus ist ein Seitenlayoutprogramm, das die flexible Gestaltung von Dokumenten mit freier Platzierung von Text und Bildern in Rahmen ermöglicht. Dabei können Musterseiten und Ebenen erstellt werden.
Für die Textbearbeitung stehen zahlreiche Funktionen zur Formatierung zur Verfügung. Stilvorlagen können für Absatz- und Zeichenstile sowie für Linienstile verwendet werden. Text kann an einem Grundlinienraster ausgerichtet werden (Registerhaltigkeit). Darüber hinaus bietet das Programm einige mikrotypographische Funktionen wie optischen Randausgleich, Unterschneidung oder Grauwert-Optimierung mittels Glyphenskalierung.
Mit Version 1.5. wurde vertikales Skalieren und die Unterdrückung von Hurenkind und Schusterjunge implementiert.
Vorgaben für die Silbentrennung lassen sich mit Ausnahme der Spracheinstellung nur global für das ganze Dokument festlegen. Festausschlüsse (Leerzeichen mit fixierter Breite, z. B. Halbgeviert, Viertelgeviert usw.) werden aus Unicode-Zeichensätzen entnommen und sind folglich nur in Unicode-Schriften verfügbar, in denen die entsprechenden Zeichensatzpositionen belegt sind.
Der Satz von Fußnoten und Marginalien ist ab Version 1.5.1 möglich. Die erweiterten Funktionalitäten von OpenType-Schriften wie automatische Substitution von Ligaturen und Mediävalziffern sind ab 1.5.3 nutzbar. Auch die Unterstützung von Complex Text Layout (nötig für Arabisch und Hebräisch) steht ab Version 1.5.3 zur Verfügung.
Formatierter Text kann aus freien Formaten wie ODT oder HTML oder mit vom Benutzer frei definierbaren Filtercodes importiert werden (letztere unterstützen jedoch nur Absatzstilvorlagen, keine Zeichenstile). Der Export von Text ist nur unformatiert möglich.
Zu den Besonderheiten von Scribus gehören spezielle Rahmen (Renderrahmen), die den Einsatz externer Software zum Rendern von Grafiken innerhalb von Scribus erlauben; z. B. für Formelsatz mittels LaTeX oder Notensatz mit Hilfe von LilyPond. Gut unterstützt wird die Erstellung von PDF-Formularen.
Rastergrafiken können in allen gängigen Formaten, inklusive PSD, geladen werden. Vektorgrafiken können in den Formaten AI, CVG, EPS, FIG, ODG, SXD, PDF, PICT, PostScript, SHAPE, SML, SVG sowie WMF geöffnet oder importiert und bearbeitet werden.
Beginnend mit Scribus 1.5 unterstützt Scribus den Import einiger, größtenteils proprietärer, Dokumentformate wie das von Apple Pages, VivaDesigner und Xara. In Version 1.5.1 kamen RTF und docx von Microsoft Word hinzu.
Scribus kann Dokumente als PDF exportieren. Für die professionelle Druckausgabe unterstützt Scribus die Standards PDF/X-1a, PDF/X-3 und neu PDF/X-4 (ab 1.5.0), CMYK-Farbseparation, Schmuckfarben sowie Farbmanagement (mit LittleCMS). Darüber hinaus enthält das Programm mehr als 300 Farbpaletten kommerzieller Anbieter sowie staatliche bzw. offizielle Farbstandards. Dazu kommt der Export von Microsoft XPS (XPS) und dem standardisierten Open XML Paper (OXPS) ab Version 1.5.0.
Mit Version 1.5.4 wurde erstmals das auf dem Standard ISO 17972 beruhende Format CxF3 für Farbpaletten von einem DTP-Programm unterstützt. Dazu wurden einige Limitierungen und Fehler im PDF-Export beseitigt. Neue Importfilter für ZonerDraw Vector und QuarkXPress 3 und 4 erweitern die Möglichkeiten zum Wechsel nach Scribus. Dazu können nun alle bisherigen Filter Dateien mit LAB-Farbsystem laden.
Der von freieFarbe e. V. (einer Organisation von Spezialisten für Farbkommunikation) vorgestellte HLC Colour Atlas für reale Druckfarben und Lacke basierend auf dem CIELAB-Farbsystem kann in Scribus ab Version 1.5.4 benutzt werden. DIN SPEC 16699 zur Farbkommunikation kann dazu kostenlos geladen werden.
Das Scribus-Dokumentformat SLA beruht auf XML, sodass eine Transformation in andere Formate relativ einfach möglich ist. Scribus hat eine integrierte Scripting-Engine unter Verwendung von Python. Das Programm ist in 44 Sprachen bzw. Sprachvarianten verfügbar. Mit Version 1.5.3 sind ca. 500 Sprach-Schriftsystem-Kombinationen in der Textbox verfügbar.
Ab Version 1.5.6 konnte Scribus pdf direkt ohne Ghostscript erzeugen und pdf 1.6 mit eingefügten Fonts erstellen.
Als zusätzliche Erweiterung von Scribus, die Python nutzt, steht der ScribusGenerator zur schnellen Erstellung von Dokumentenserien bereit ab Version 1.4.x bis 1.5.5. Dazu wird auch 1.5.6 mit Python 3 neu unterstützt.
Ab Version 1.5.7 wird nur noch Python 3 für Scripter und Extensions im Support unterstützt. Ausnahme ist hier MacOS mit erst experimenteller Unterstützung des Scripter für Python 3.

## Versionsgeschichte
Scribus wird seit über 20 Jahren entwickelt.
| Version | Veröffentlichung | Modus       | Kommentar |
| ------- | ---------------- | ----------- | --- |
| 0.3     | 9. Juli 2001     | Entwicklung | Erstes veröffentlichtes Entwicklungsrelease |
| 1.0     | 26. Juni 2003    | stabil      | Erstes stabiles Release |
| 1.2.1   | 1. August 2005   | stabil      | Ab Version 1.2.1 wird für Europa und Nordamerika kommerzieller Support angeboten |
| 1.3.0   | 15. Juli 2005    | Entwicklung | Erste auf Windows und Mac OS X laufende Version |
| 1.3.3.7 | 9. Januar 2007   | stabil      | Erste auf OS/2 laufende Version |
| 1.3.5   | 20. April 2009   | Entwicklung | Native Aqua-Version für Mac OS X |
| 1.4.0   | 1. Januar 2012   | stabil      | Die Reihe 1.4.x ist der Nachfolger der stabilen Versionsreihe 1.3.3.x, von der die Version 1.3.3.14 die letzte Aktualisierung war |
| 1.4.2   | 14. Januar 2013  | stabil      | Hunspell integriert, erstmals 64-Bit-Version für Windows verfügbar |
| 1.4.3   | 31. Juli 2013    | stabil      | Portierung auf Haiku, Unterstützung von QR-Codes |
| 1.4.4   | 29. Mai 2014     | stabil      | PDF/X-1a-Export hinzugefügt |
| 1.4.6   | 12. Januar 2016  | stabil      | Unterstützung von SVG blend modes |
| 1.4.8   | 3. März 2019     | stabil      | Bugfix, siehe bugs changelog. Letzte Version des 1.4-Zweiges mit Installationsdatei. |
| 1.4.9   | April 2021       | stabil      | Bugfix, siehe bugs changelog Installation nur mit eigener Kompilierung des Quelltextes |
| 1.5.0   | 25. Mai 2015     | Entwicklung | Verbesserter Dokument- und Grafik-Import, neu strukturierte Programmoberfläche, Qt 5.2+ |
| 1.5.1   | 14. Februar 2016 | Entwicklung | Neue Icons, CIE-LAB und CIE-HLC-Unterstützung, RTF- und DOCX-Import |
| 1.5.2   | 17. Mai 2016     | Entwicklung | Neues Textlayout-System, Unterstützung für Hi-DPI-Monitore, Zugang zu über 300 kommerziellen Farbpaletten im CIE-LAB-Format, erweiterte Optionen zur Dateisicherung und -wiederherstellung, Qt 5.3+                                      |
| 1.5.3   | 22. Mai 2017     | Entwicklung | Neue Layout-Engine mit Support für über 500 Sprachen, Qt 5.5+, Krita-Import-Filter |
| 1.5.4   | 28. April 2018   | Entwicklung | Unterstützung für das CxF-Farbpalettenformat und Spektralfarben, Importfilter (experimentell) für QuarkXpress-Dateien der Versionen 3 und 4 sowie ZonerDraw 4 und 5, Qt 5.6+, viele Verbesserungen für PDF (Bugfix siehe bugs changelog) |
| 1.5.5   | 30. Juli 2019    | Entwicklung | Umfangreiches Refactoring, um den Quellcode lesbarer, wartungsfreundlicher, schneller und fehlerfreier zu gestalten. Diverse kleine Verbesserungen                                                                                       |
| 1.5.6   | November 2020    | stabil      | Unterstützung für komplexe Schriftsysteme und erweiterte OpenType-Features wie automatische Ligaturen. |
| 1.5.6.1 | November 2020    | stabil      | Rechtschreibprüfungsabsturz behoben. |
| 1.5.7   | 27. April 2021   | stabil      | Bugfix mit Schwerpunkt undo und redo, Qt 5.14+, siehe bugs changelog |
| 1.5.8   | 24. Januar 2022  | stabil      | Bugfix und Refactoring, Verbesserungen an Benutzeroberfläche (Dark Mode u. a.) und Import/Export von Dateien, alle Versionen benutzen jetzt Python 3                                                                                     |
| 1.6.0   | 1. Januar 2024   | stabil      | überarbeitete Oberfläche, Performanceverbesserungen |
| 1.7.0   |                  | Entwicklung | Überarbeitete Benutzeroberfläche, neue SVG basierte Icons, Inhaltsverzeichnis Erstellung basierend auf Absatzstilen |
| 1.8.0   |                  | stabil      | |

## Rezeption
Im Linux-Magazin hieß es 2008, dass das Einbinden von Grafikdateien gut gelöst sei; insbesondere bei offenen Formaten übertreffe es die kommerzielle Konkurrenz, wobei es die Formate auch nicht vollumfänglich unterstütze. Abstriche im Vergleich zu Adobe Indesign oder Quark Xpress müsse man im Textumfluss machen. Auch die Musterseiten seien funktional eingeschränkt. Anstelle einer Objektfangfunktion böte Scribus zumindest Ausrichten und Verteilen. Die Performance sei teils problematisch. Im Textsatz sei es LaTeX unterlegen. Für Oliver Frommel von LinuxUser sei Scribus auf gutem Weg zu einem professionellen Layoutprogramm, das Anforderungen im Printbereich erfülle.